# Flusswasserkunst

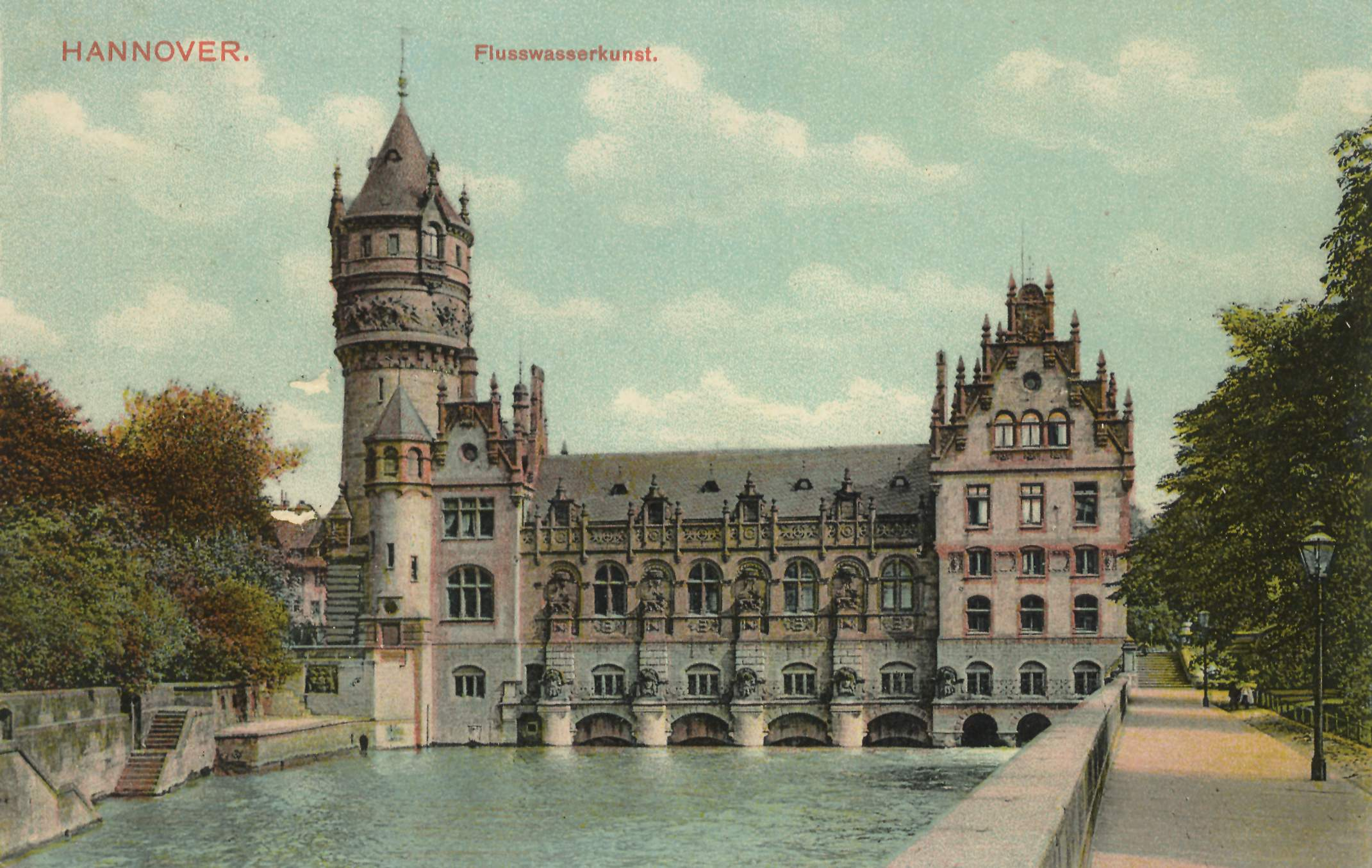
Ansichtskarte der Flusswasserkunst
Verlag Louis Glaser (Leipzig), um 1900

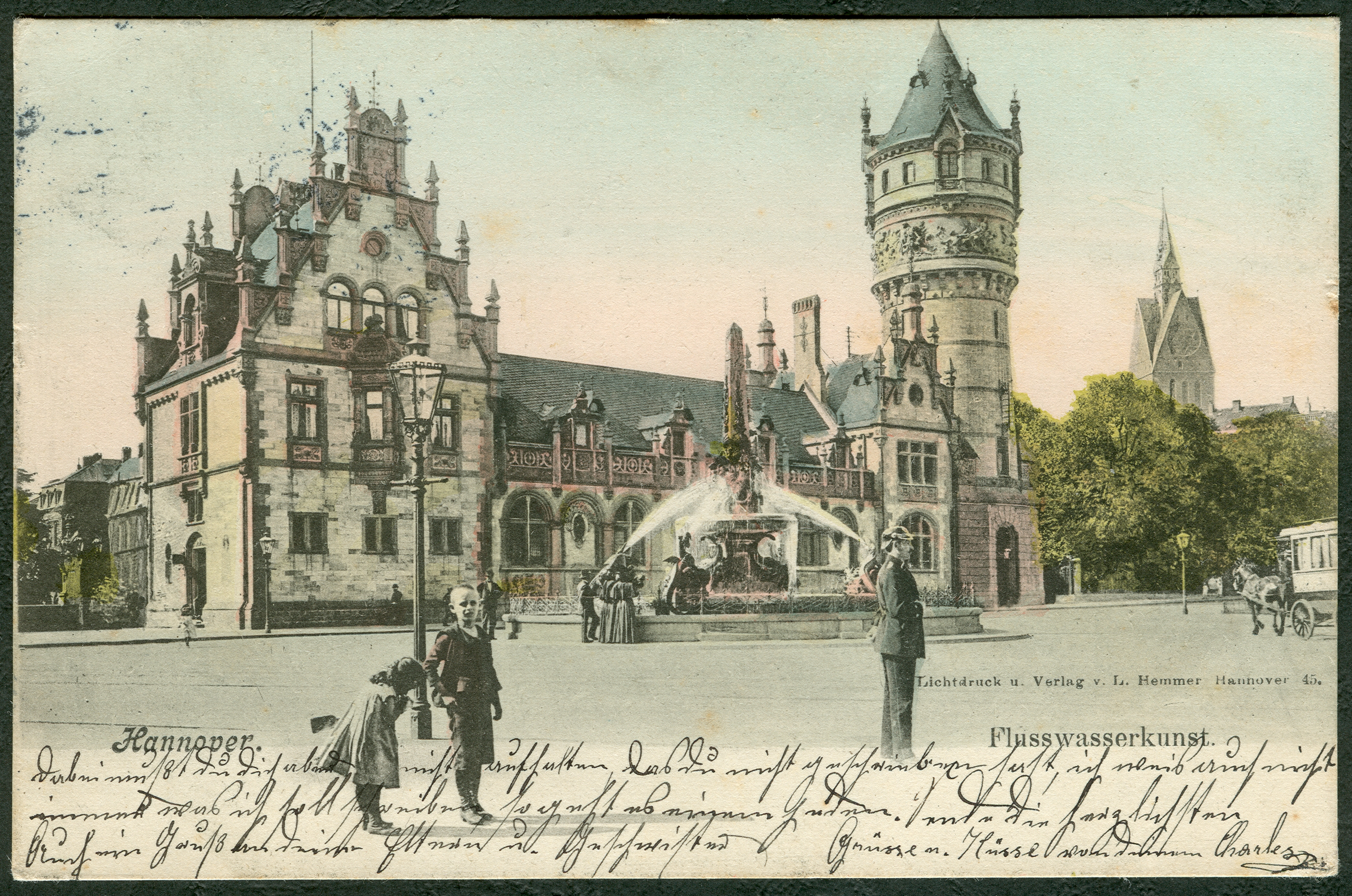
Flusswasserkunst und Monumentalbrunnen von Karl Gundelach am Himmelreich der frisch verlängerten Karmarschstraße
Ansichtskarte Nummer 45 von Ludwig Hemmer

Die Flusswasserkunst in Hannover war ein 1895 im Stil der Neorenaissance errichtetes und 1963/64 abgerissenes schlossähnliche Wasserkunstgebäude am Hauptarm der Leine. Es befand sich in Höhe der Friederikenbrücke quer zum Leineschloss. Seit der Gründung des Vereins Hannoversche Stadtbaukultur e. V. 2008 gibt es Pläne zur Wiedererrichtung des technisch bedeutsamen Bauwerks, zumal der städtebauliche Rahmenplan von Hannover City 2020 +  rund um den ehemaligen Bauplatz zahlreiche Veränderungen vorsieht.

## Geschichte

### Architektenwettbewerbe

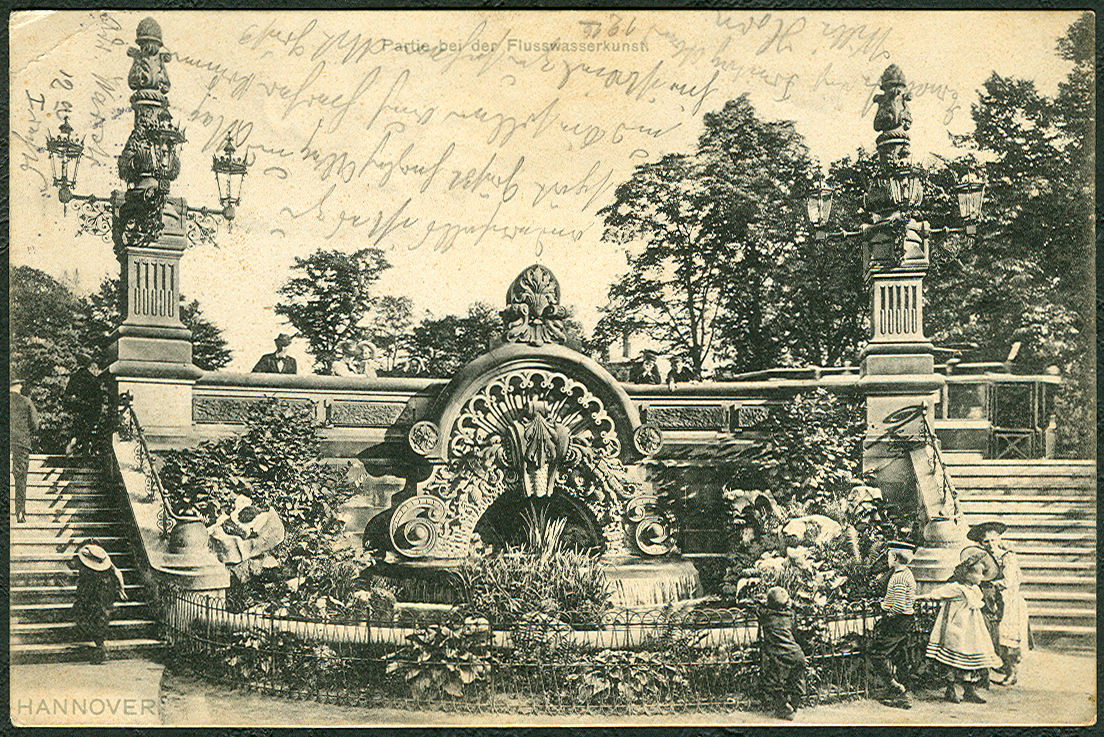
Brunnenanlage an den Treppenanlagen vom Friederikenplatz, um 1905;
Ansichtskarte Nummer 8745 von Louis Glaser

1895 erwarb die Stadt Hannover die Fläche des Friederikenplatzes vor dem Leineschloss, insbesondere um einen Neubau für die Brauchwasserversorgung der Stadt zu errichten. Hierzu wurde noch im selben Jahr die bereits 1226 erwähnte Klickmühle abgebrochen, ebenso die 1847 bis 1850 von August Heinrich Andreae neu gestaltete Wasserkunst. Das neu zu errichtende Gebäude sollte zugleich eine repräsentative Neugestaltung des südlichen Stadteingangs rund um den Platz am Himmelreich bewirken. So wurde 1895 sowohl ein Architektenwettbewerb zur Gestaltung des Neuen Rathauses ausgeschrieben als auch ein Wettbewerb um die Fassade der zu errichtenden Flusswasserkunst, den der Architekt Hubert Stier für sich entscheiden konnte. Später verglich der Redakteur Friedrich Lüddecke das Wasserwerk mit einem Schlossbau.
Nach den technischen Planungen durch Anselm Bock wurde in den Jahren von 1896 bis 1898 eine reich ornamentierte Baugruppe in rotem und weißem Sandstein errichtet: Die Maschinenhalle wurde zwischen zwei höheren Kopfbauten eingerichtet, daran angebaut ein rund 32 Meter hoher Wasserturm mit einem Relief-Fries von Carl Dopmeyer, der den Triumphzug des Wassergottes Neptun zeigte sowie Amphitrite, die schöne Beherrscherin der Meere.
Zeitgleich entstand im Umfeld der Flusswasserkunst die Verlängerung der Karmarschstraße bis zu ihrer Einmündung in den Friedrichswall, der Neubau der Friederikenbrücke sowie eine aufwendige Brunnenanlage nach Plänen von Karl Gundelach.
Der Bau erregte internationales Interesse: So trug etwa eine im Lichtdruck vervielfältigte Stereoskopie des Gebäudes von der Wasserseite die laufende Nummer „22 LL“ der Ansichtskarten-Motiv-Serie „Deutschland“ des französischen Ansichtskarten-Herausgebers Léon & Lévy.

### Wiederaufbaujahre und Zerstörung
Während der Luftangriffe auf Hannover im Zweiten Weltkrieg wurde die Flusswasserkunst kaum beschädigt. Lediglich die Turmhaube wurde durch eine Fliegerbombe zerstört.
Noch im August 1963 fanden der Redakteur der Hannoverschen Allgemeinen Zeitung, Hans Reichelt, sowie der Fotograf Wilhelm Hauschild „blitzeblank geputzte Hanomag-Pumpmaschinen“. Sie sahen „blauweiße Delfter Kacheln an den Wänden, eine in leuchtenden Farben bemalte Holzdecke und ein mehrere Meter hohes Wandgemälde zur Geschichte der Brunnenbaukunst“.
Dennoch wurde in den Wiederaufbaujahren zunächst ein unauffälliger Ersatzbau südlich des Friedrichswalls an der Culemannstraße errichtet. Von dort aus wurde ein beinahe 100 Kilometer langes Rohrnetz mit Flusswasser aus der Leine gespeist, „mit dem die Stadt Grünanlagen sprengte und Abwasserkanäle spülte – so wurde kostbares Trinkwasser gespart“. Die Flusswasserkunst aber wurde 1963/64 trotz heftiger Proteste seitens der Bevölkerung abgebrochen. So sollte die städtebauliche Einbindung des im ausgebombten Leineschloss eingerichteten Niedersächsischen Landtages gelingen.
Der behutsame „Rückbau“ der Flusswasserkunst sollte nicht so brachial erfolgen wie seinerzeit der Abbruch des Gerichtsgefängnisses. Als er aufgrund des harten Steinmaterials anstatt der veranschlagten zehn Wochen sechs Monate dauerte, griff der Bauunternehmer schließlich doch noch zur Abrissbirne – wodurch der gesamte Turm unbeabsichtigt auf die Karmarschstraße fiel.

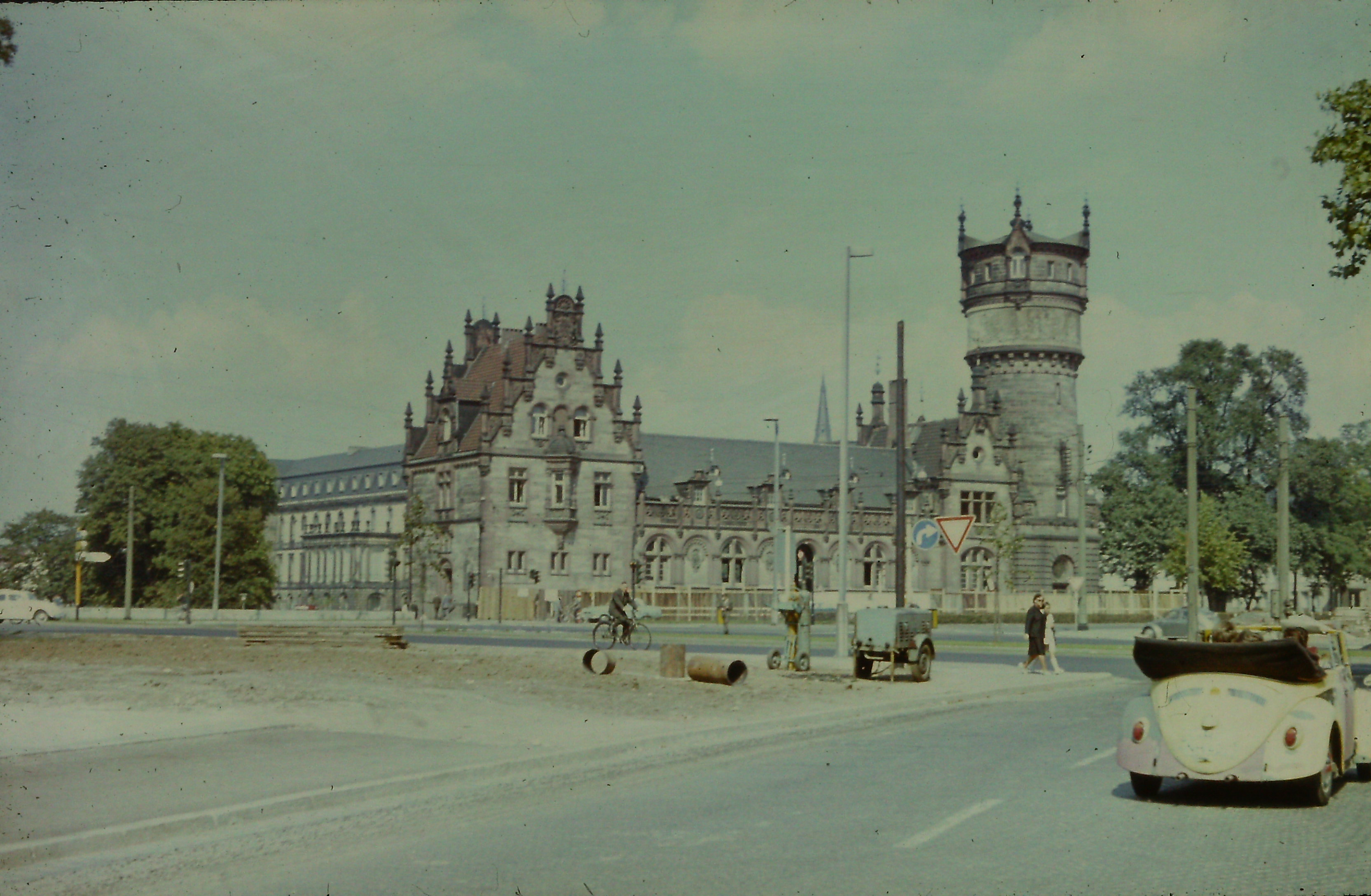
Flusswasserkunst vor dem Abriss

Die Stadt Hannover hatte damals zugesagt, historisch bedeutsame Bauteile des Gebäudes für die Nachwelt zu erhalten, beispielsweise ehemals eingemauerte Kanonenkugeln und ein Bronze-Relief vom Eingang. Nachdem diese Absichtserklärung beinahe in Vergessenheit geraten war, wurde erst Anfang der 1980er Jahre am Haus eines Steinmetzen in Stadtoldendorf ein rund 30 Zentner schwerer Neptunkopf der ehemaligen Flusswasserkunst wiederentdeckt. Nach einer Entschuldigung des zuvor beauftragten Restaurators hängt das Kopfrelief zusammen mit anderen als Erinnerung an die Flusswasserkunst heute an einer Seitenmauer der Leine nahe dem Flusswehr.
Mit dem Abriss des gegenüberliegenden Friederikenschlösschens zugunsten eines dort nie verwirklichten Neubaus der Niedersächsischen Staatskanzlei sollte nach den Vorstellungen der damaligen Stadtplaner um Rudolf Hillebrecht eine Flaniermeile als neuer Mittelpunkt des „Regierungsviertels“ entstehen.
Bei der dann vorgenommenen Neugestaltung des Vorplatzes der Landtages, des späteren Platzes der Göttinger Sieben durch Dieter Oesterlen, entstand ein repräsentativer Erinnerungsbau: Das Stauwehr wurde sichtbar freigelegt, darüber eine zusätzliche Fußgängerbrücke errichtet, an der die Flussgötter-Skulpturen der ehemaligen Wasserkunst angebracht wurden.
Nachdem die Schale des ehemaligen „Monumentalbrunnens“ am Klagesmarkt eine Wiederverwendung gefunden hatte, wurde im Jahre 1998 neben dem Stauwehr das Denkmal der Göttinger Sieben aufgestellt.

### Verein „Hannoversche Stadtbaukultur“

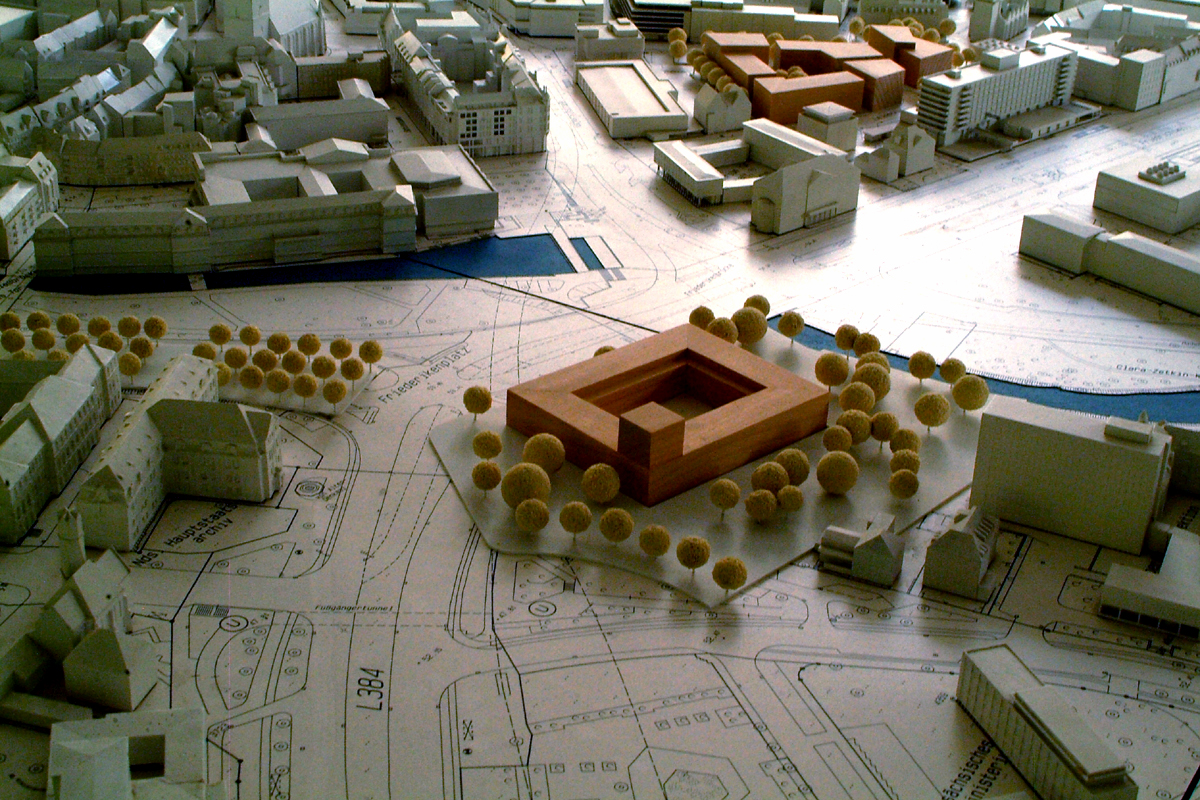
Neubau-Modelle (braun) rund um die ehemalige Flusswasserkunst im Zuge von Hannover City 2020 +

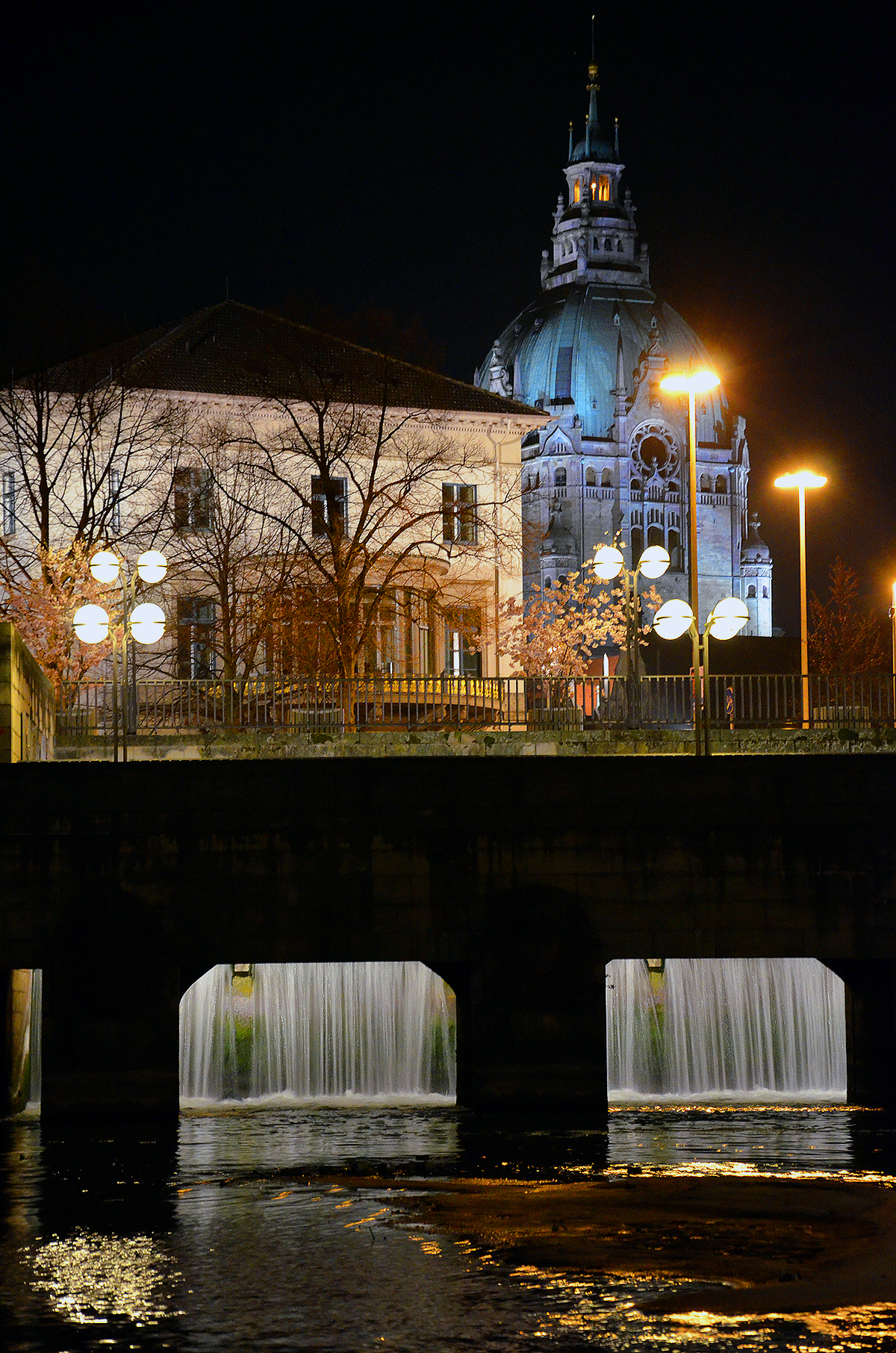
Illumination im Frühling, gesehen vom Leineufer am Leineschloss

Im April 2008 zog der seinerzeit neue Baudezernent Hannovers, Uwe Bodemann öffentlich eine langfristige Bebauung an der Stelle der ehemaligen Flusswasserkunst in Erwägung: „Ein Gebäude auf einer Brücke – das wird teuer“, Investoren und eine sinnvolle Nutzung müssten gefunden werden. Daraufhin gründete sich noch im selben Jahr der Verein Hannoversche Stadtbaukultur e. V. Neben der Suche nach Sponsoren will der Verein an dem jahrhundertealten Standort der Wassergewinnung Turbinen zur Stromerzeugung installiert wissen und hat dafür Vorgespräche mit den Stadtwerken Hannover geführt sowie eine Wirtschaftlichkeitsberechnung begonnen. Insbesondere will der Verein jedoch den Wiederaufbau in historisierenden Formen, um der Stadt ein altes Wahrzeichen zurückzugeben.
Als weitere Nutzungsmöglichkeit sieht der gemeinnützige Förderverein die Einrichtung eines Technikmuseums in dem wiederzuerrichtenden Bauwerk. Es könne beispielsweise die Geschichte der Trinkwassergewinnung zeigen oder auch als exklusives Hotel genutzt werden, wie es etwas weiter flussabwärts Am Hohen Ufer geplant war. Auch die Staatskanzlei sei noch nicht in das Regierungsviertel integriert.